# Ирански певец
Ирански певец (Phylloscopus neglectus) е вид птица от семейство Phylloscopidae.

## Разпространение и местообитание
Разпространен е в Афганистан, Индия, Иран, Катар, Обединените арабски емирства, Оман, Пакистан, Таджикистан, Туркменистан и Узбекистан.